# Mammiphitime cosmetandra
Mammiphitime cosmetandra är en ringmaskart som först beskrevs av Oug 1990.  Mammiphitime cosmetandra ingår i släktet Mammiphitime och familjen Dorvilleidae. Arten har ej påträffats i Sverige. Inga underarter finns listade i Catalogue of Life.